# ان‌جی‌سی ۴۴۶
ان‌جی‌سی ۴۴۶ (انگلیسی: NGC 446) نام یک کهکشان عدسی در صورت فلکی ماهی است.